# Dwight Griswold
Dwight Griswold (Harrison, 1893. november 27. – Bethesda, 1954. április 12.) az Amerikai Egyesült Államok szenátora (Nebraska, 1952–1954).